# Konfirmace (církev)
Konfirmace je náboženský rituál praktikovaný v některých protestantských církvích, zejména evangelických. Jde o symbolické přiznání se ke křtu a potvrzení (confirmatio) nastoupení cesty víry.

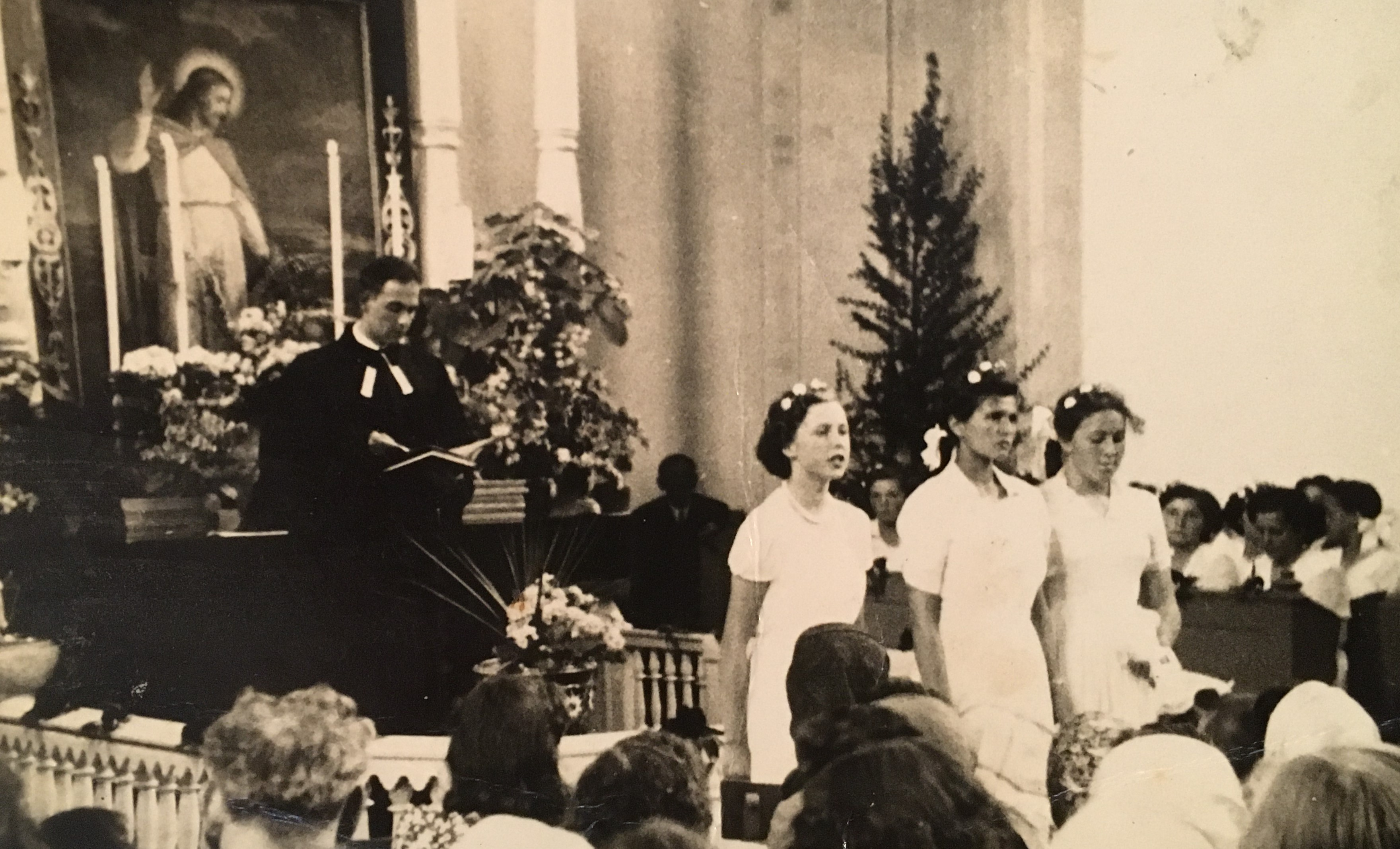
Probíhající konfirmace (ČCE) v Hošťálkové (Vsetínsko) v r. 1952. Původně bylo zvykem, aby konfirmandky byly oblečeny v bílém. Zejména ve Slezsku se tato tradice ještě drží, v ČCE je na ústupu.

V českém prostředí je konfirmace součástí církevní agendy ČCE, SCEAV, ECAV nebo LECAV.
Např. Agenda Českobratrské církve evangelické definuje konfirmaci takto: „Konfirmace je potvrzením smlouvy křtu a utvrzením ve víře. Působí je v srdcích konfirmandů vzkříšený Pán mocí svého Ducha (1 K 1,8). Od křtu vede Duch svatý konfirmandy v obecenství sboru k tomu, aby poznali svůj hřích i své vykoupení v Kristu, aby je vyznali a toužili po slovu Božím a stolu Páně. Vyznání konfirmandů utvrzuje Duch svatý, a tak vyslýchá přímluvné modlitby církve, které mohou být spojeny se vzkládáním rukou. Proto jsou podstatnou částí konfirmačního cvičení, konfirmační slavnosti a života církve vůbec modlitby k Duchu svatému, aby stále církev obnovoval a přidával nové vyznavače.“

## Původ konfirmace
Historicky vychází konfirmace z katolického rituálu biřmování, je jeho obdobou v západních protestantských církvích. Na rozdíl od katolické tradice nemá konfirmace status svátosti. Reformace totiž zastávala názor, že milost, která byla člověku dána Duchem svatým při křtu, je plná a dostatečná, a není tedy třeba ji nějakým způsobem „doplňovat“ při dalším rituálu. Lze také vidět paralelu s židovským rituálem bar micva, který je obřadem symbolizujícím vstup jedince do dospělosti.
Konfirmace, podobně jako biřmování, nemá svůj jednoznačný kořen v Bibli. Bible nehovoří o žádném dalším rituálu, který by měl následovat po křtu. Církevní tradice ovšem vidí oporu v Písmu ve Sk 8, 14–17: „Když apoštolové v Jeruzalémě uslyšeli, že v Samařsku přijali Boží slovo, poslali k nim Petra a Jana. Oni tam přišli a modlili se za ně, aby také jim byl dán Duch svatý, neboť ještě na nikoho z nich nesestoupil; byli jen pokřtěni ve jméno Pána Ježíše. Petr a Jan na ně vložili ruce a oni přijali Ducha svatého.“ Odtud také zřejmě pochází akt symbolického vztažení rukou na konfirmovaného.
K historii konfirmace uvádí Agenda ČCE toto:
„Biřmování, jak se vyvinulo ve středověku, chápala církev jako rozmnožení milosti a jako vyzbrojení k boji a ke svědectví (militia Christi). Reformátoři zamítli názor, že biřmování je svátost, při které se biřmovanci uděluje doplňující milost. Zastávali hledisko, že milost, které se křtěnci dostává ve křtu, je jednorázová a plná. Boží milost je člověku při křtu darována plně, kdežto křesťanovo poznání pravdy je vždy neúplné a nehotové. Po křtu děti nastupují cestu postupného poznávání Boží pravdy, jak nad nimi byla zvěstována při této svátosti. V reformační době nemělo vyučování, předcházející přijetí do obecenství stolu Páně, žádné slavnostní zakončení. Jen Jednota bratrská, na kterou navázal Martin Bucer ve Štrasburku, podržela při přijímání ke stolu Páně vzkládání rukou. K obecnému rozšíření konfirmační slavnosti dochází až koncem 18. století, protože reformační církve byly dlouhou dobu určovány především odmítáním katolické svátosti biřmování. Na zavedení konfirmace jako slavnosti měl rozhodující vliv pietismus, kterému přitom nepřímo pomáhal úpadek tradičních forem katecheze. Tou měrou, jak se ztrácelo pochopení pro objektivní stránku Boží milosti, ustupovala do pozadí jistota, že křest v dětství může pokřtěnému něco podstatného dát. Všechen důraz byl položen na subjektivní stránku. Konfirmační vyučování se stalo příležitostí k vytrvalému citovému působení na dospívající děti, jímž měly být přivedeny k osobnímu rozhodnutí pro svého Spasitele, k vědomému závazku poslušnosti a svědectví v životě. Zde mají původ také sliby, s nimiž je konfirmace nezřídka spojována. Lidové církevnictví přijalo konfirmaci jako vítanou slavnost jednoho ze čtyř posvěcení – lidského života v jeho průběhu: po narození křest, na prahu dospělosti konfirmace, při založení rodiny církevní svatba a po dokonání života pohřeb. Ještě v nedávné době hrála konfirmace roli významné slavnosti rodinné.“